# Terje Fredh
Terje Wiking Fredh född 11 juni 1934, död 5 november 2020 i Lysekil, var en svensk frilansjournalist, föreläsare och författare med sjöfart som specialitet. Han var under många år lokalredaktör i Lysekil för tidningen Bohusläningen. 

## Biografi
Totalt gav Fredh ut mer än fyrtio skrifter om sjöfart med särskilt fokus på svensk sjöfart under andra världskriget. Han har bland annat skrivit om svenskar som denna tid seglade under utländsk flagg och om den så kallade Kullagertrafiken mellan Lysekil och Hull. Han har också skrivit om det gamla Bohuslän. 
Fredh har alltsedan 1950-talet samlat och själv tagit fotografier av fartyg och skapat en samling med mer än 40 000 bilder. Delar av samlingen såldes 2009 till en amerikansk samlare.

### Krigsseglarnas minnesmärke

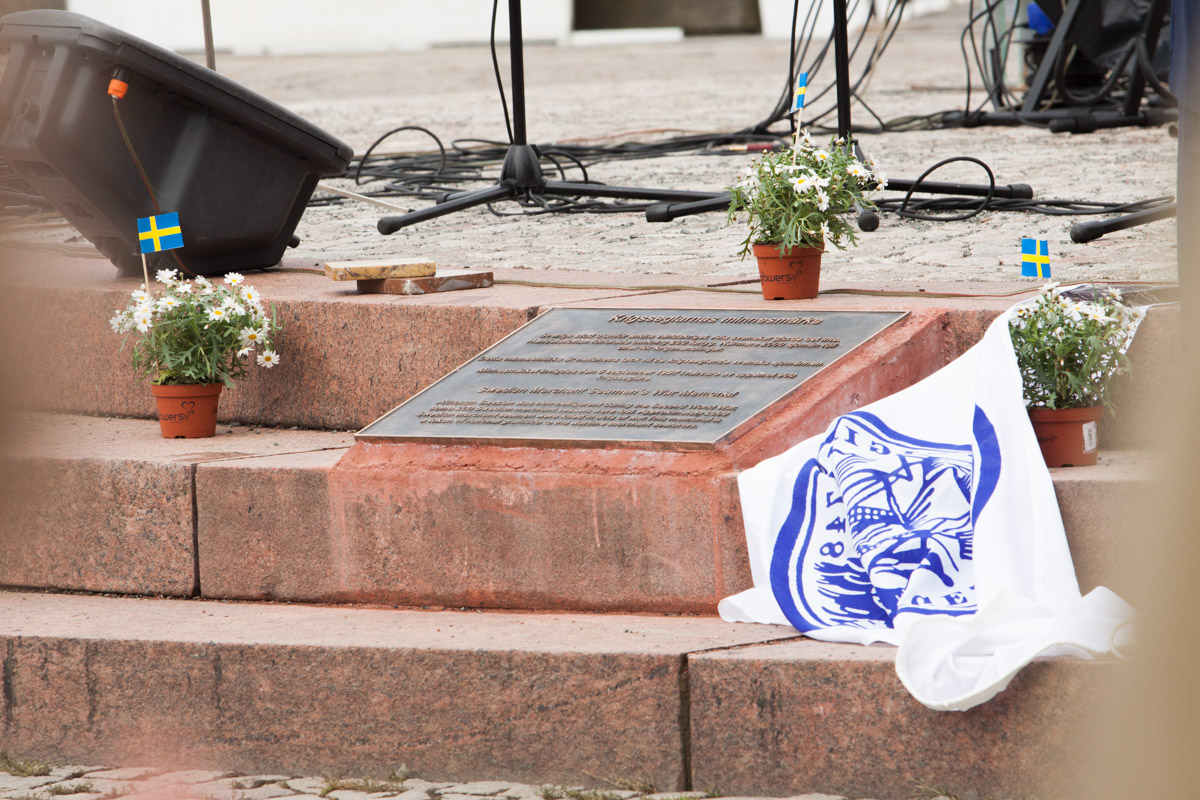
Återinvigning av Krigsseglarnas minnesmärke på nationaldagen, den 6 juni 2015, i Göteborg.

Fredh verkade under många år för att uppmärksamma krigsseglarna - de många svenska sjömän som under andra världskriget under stora risker arbetade med att se till att varor och material nådde till sina destinationer - och där cirka 2 000 omkom. Vid ett möte på Vasamuseet i Stockholm den 7 mars 1996 fick kommunikationsminister Ines Uusmann träffa flera krigsseglare, och ett löfte avgavs att resa ett minnesmärke över deras och deras kamraters insatser. Vid samma möte uppmärksammades även Terje Fredh för sin långa kamp att ge krigsseglarna ett erkännande.
Regeringen gav därefter i uppdrag till Sjöfartsverket, Stiftelsen Sveriges Sjömanshus och HKF (Handelsflottans fritidsråd) att ta fram detta minnesmärke. Konstnären Lars Kleen utformade konstverket Krigsseglarnas minnesmärke som placerades vid Stenpiren i Göteborg och invigdes 1997. Verket har därefter flyttats och återinvigdes den 6 juni 2015 på sin nuvarande plats vid Lilla Bommens torg framför Barken Viking.

## Utmärkelser
- 1983 – St. Olavsmedaljen(no) "til belønning av fortjenester ved utbredelse av kjennskap til Norge og fremme av forbindelsen mellom det utflyttede Norge og hjemlandet"[6]
- 2018 – Årets pris från kulturföreningen "Lysekil i våra hjärtan"[7]